# Стецько Семен Павлович
Семен Павлович Стецько (17 лютого 1881, с. Великий Глибочок, Австро-Угорщина — 5 жовтня 1923, с. Кам'янки, Польща) — український священник. Батько Ярослава Стецька.

## Життєпис
Від 1904 року студіював теологію у м. Львів. Андрей Шептицький 1909 року висвятив його у сан священника. Працював у м. Тернопіль, у 1909—1913 роках провадив відправи у родинному селі. У 1913—1923 роках — парох у Кам'янках, де обстоював інтереси УГКЦ проти засилля РПЦ.
Зазнав утисків радянських властей.